# Joaquim Serra Montolí
Joaquim Serra Montolí (Barcelona, 1986) és un matemàtic català, especialitzat en les equacions el·líptiques en derivades parcials i parabòliques.
Després de llicenciar-se en matemàtiques per la Facultat de Matemàtiques i Estadística de la Universitat Politècnica de Catalunya (UPC), es doctorà per la mateixa Universitat el 2014. Des d'aleshores, ha treballat com a investigador a l'Escola Federal Politècnica de Zuric (ETH Zürich), un dels departaments de matemàtiques líders a Europa, després d'obtenir el prestigios “Ambizione Fellowship” de la Swiss National Foundation (SNF). El 2016 va rebre el Premi Josep Teixidor de Matemàtiques de la Societat Catalana de Matemàtiques, filial de l'Institut d'Estudis Catalans, a la millor tesi doctoral o millor treball d'investigació sobre matemàtiques, pel seu treball EDP elípticas y parabólicas: regularidad para ecuaciones de difusión no locales y dos problemas isoperimétricos, un tema que li ha portat, posteriorment, a desenvolupar la seva investigació sobre les equacions en derivades parcials el·líptiques i parabòliques. També va ser el guanyador del Premi José Luis Rubio de Francia 2018 concedit per la Reial Societat Matemàtica Espanyola (RSME). un premi que compta amb el patrocini de la Universitat Autònoma de Madrid i la Universitat de Saragossa, dotat amb 3.000 euros, i que comporta, a més, un "Start-up grant", pel qual la Fundació BBVA dona suport, amb 35.000 euros, a la investigació del premiat en els següents tres anys d'investigació.
Durant les seves investigacions ha col·laborat, entre d'altres, amb el destacat matemàtic italià Alessio Figalli, Medalla Fields 2018, una de les figures de referència mundial en el món de les matemàtiques, amb treballs relacionats amb l'estructura fina de les singularitats de frontera lliure per resoldre el problema de l'obstacle estàndard, unes investigacions que es consideren la primera incursió que s'ha fet en aquest problema clàssic des de fa molt de temps.